# Metátesis salina
Una reacción de metátesis salina, a veces llamada reacción de doble desplazamiento, es un proceso químico que implica el intercambio de enlaces entre dos especies químicas que reaccionan y que da lugar a la creación de productos con afiliaciones de enlace similares o idénticas. Esta reacción se representa mediante el esquema general:
   {\displaystyle {\ce {AB + CD -> AD + CB}}}
El enlace entre las especies que reaccionan puede ser iónico o covalente. Clásicamente, estas reacciones dan lugar a la precipitación de un producto.   
En la bibliografía más antigua, es frecuente encontrar el término descomposición doble. El término doble descomposición se utiliza más específicamente cuando al menos una de las sustancias no se disuelve en el disolvente, ya que el intercambio de ligandos o iones tiene lugar en el estado sólido del reactivo. Por ejemplo
   AX(aq) + BY(s) → AY(aq) + BX(s).

## Tipos de reacciones

### Intercambio de contraiones
La metátesis salina es una técnica habitual para el intercambio de contraiones. La elección de los reactivos se guía por una tabla de solubilidad o por la energía de red. La teoría HSAB también puede utilizarse para predecir los productos de una reacción de metátesis.
La metátesis de sales se emplea a menudo para obtener sales solubles en disolventes orgánicos. Un ejemplo es la conversión del perrenato de sodio en la sal de tetrabutilamonio:
NaReO4  +  N(C4H9)4Cl   →   N(C4H9)4[ReO4]  +  NaCl
La sal de tetrabutilamonio precipita de la solución acuosa. Es soluble en diclorometano.
La metátesis salina puede llevarse a cabo en solución no acuosa, como ilustra la conversión del tetrafluoroborato de ferrocenio en una sal más lipofílica que contiene el anión tetrakis(pentafluorofenil)borato:
[Fe(C5H5)2]BF4  +  NaB(C6F5)4   →   [Fe(C5H5)2]B(C6F5)4  +  NaBF4
Cuando la reacción se lleva a cabo en diclorometano, la sal NaBF4 precipita y la sal B(C6F5)4- permanece en solución.
Las reacciones de metátesis pueden producirse entre dos sales inorgánicas cuando uno de los productos es insoluble en agua. Por ejemplo, la precipitación de cloruro de plata a partir de una mezcla de nitrato de plata y cloruro de hexamina de cobalto da lugar a la sal de nitrato del complejo de cobalto:
3 AgNO
3 + [Co(NH3)6]Cl3   →  3 AgCl   +  [Co(NH3)6](NO3)3
No es necesario que los reactivos sean muy solubles para que se produzcan reacciones de metátesis. Por ejemplo, el tiocianato de bario se forma al hervir una suspensión de tiocianato de cobre(I) e hidróxido de bario en agua:
Ba(OH)
2 + 2CuCNS  → Ba(CNS)
2  + 2CuOH

### Alquilación
Los complejos metálicos se alquilan mediante reacciones de metátesis salina. Un ejemplo es la metilación del dicloruro de titanoceno para obtener el reactivo de Petasis:
(C5H5)2TiCl2  +  2 ClMgCH3   →   (C5H5)2Ti(CH3)2  +  2 MgCl2
El producto salino suele precipitar del disolvente de la reacción.

### Reacción de neutralización
Una reacción de neutralización es un tipo de reacción de doble sustitución. Una reacción de neutralización se produce cuando un ácido reacciona con una cantidad igual de una base. Esto suele crear una solución de una sal y agua. Por ejemplo, el ácido clorhídrico reacciona con el hidróxido de sodio para producir cloruro de sodio y agua:
HCl + NaOH  → NaCl + H
2O
La reacción entre un ácido y un carbonato o bicarbonato siempre da como producto ácido carbónico, que se descompone espontáneamente en dióxido de carbono y agua. La liberación de dióxido de carbono de la mezcla de reacción conduce a la reacción hasta su finalización. Por ejemplo, la reacción del ácido acético con el bicarbonato sódico es una reacción "volcánica" habitual en las ferias de ciencias:
CH
3COOH  + NaHCO
3  → CH
3COONa  + CO
2  + H
2OCH
3COOH

### Reacción de metátesis sin sales
En contraste con las reacciones de metátesis salina, que son impulsadas por la precipitación de sales sólidas, están las reducciones sin sal, que son impulsadas por la formación de haluros de sililo, Las reacciones de metátesis sin sal proceden homogéneamente.